# Радіальна вулиця (Київ)
Радіа́льна ву́лиця — вулиця в Печерському районі міста Києва, місцевість Звіринець. Пролягає від вулиці Добровольчих батальйонів до Редутної вулиці.

## Історія
Вулиця виникла в 50-ті роки XX століття під назвою Нова. Сучасна назва — з 1955 року.
Назву Радіальна в 1941–1943 роках мала вулиця Левка Мацієвича.